# دانيال رذرفورد
دانيال رذرفورد (بالإنجليزية: Daniel Rutherford)‏ طبيب اسكتلندى عالم بالنبات وكيميائي. خال السير والتر سكوت. تتلمذ على يد جوزيف بلاك في جامعة إدنبرة حيث كان أستاذاً لعلم النبات وأمين حدائق النبات الملكية من 1786. اكتشف عام 1772غاز النيتروجين (الآزوت) الذي سماه «الهواء السام أو المهلك» واعتقد أنه الهواء متحد مع الفلوجستون.

## الحياة
وُلد رذرفورد في 3 نوفمبر 1749، وهو ابن آن ماكاي والأستاذ جون رذرفورد (1695-1779).. بدأ دراسته الجامعية في سن 16 عامًا في مدرسة مونديلز في ويست بوو بالقرب من منزل عائلته، ثم درس الطب في ويليام كولين وجوزيف بلاك في جامعة ادنبره، حصوله على شهادة الدكتوراه (MD) في 1772. من 1775-1786 كان يمارس كطبيب في ادنبره.
في عام 1783 كان مؤسسًا مشتركًا للجمعية الملكية لإدنبرة. كان رئيسا لجمعية Harveian في عام 1787. في هذا الوقت كان يعيش في Hyndford Close على الميل الملكي.
كان أستاذاً في علم النبات في جامعة إدنبرة وحارس ريجوس الخامس في الحديقة النباتية الملكية بأدنبره من 1786 إلى 1819. وكان رئيسًا للكلية الملكية للأطباء في إدنبرة من 1796 إلى 1798.
ومن بين تلاميذه توماس براون من لانفين وواترهوز.
في حوالي عام 1805، انتقل من «هيندفوردس» بالقرب من منزل مستقل تم بناؤه حديثًا في 20 مكان بيكاردي في الجزء العلوي من «لايث ووك»، حيث عاش بقية حياته.
توفي في ادنبره في 15 ديسمبر 1819.

## الأسرة
في عام 1786، تزوج من هاريت ميتشلسون من ميدلتون.
كان رذرفورد عم الأم للروائي السير والتر سكوت

## عزل النيتروجين
اكتشف راذرفورد النيتروجين من خلال عزل الجسيم في عام 1772. عندما كان جوزيف بلاك يدرس خصائص ثاني أكسيد الكربون، وجد أن الشمعة لن تحترق فيها. قام بلاك بتسليم هذه المشكلة إلى طالبه في ذلك الوقت، رذرفورد. أبقى رذرفورد فأرًا في الفضاء بكمية محدودة من الهواء حتى مات. ثم أحرق شمعة في الهواء المتبقي حتى خرج. بعد ذلك، أحرق الفوسفور في ذلك، حتى لا يحترق. ثم تم تمرير الهواء من خلال محلول امتصاص ثاني أكسيد الكربون. لم يدعم المكون المتبقي من الهواء الاحتراق، ولم يتمكن الماوس من العيش فيه.
دعا راذرفورد الغاز (الذي نعرفه الآن أنه سيتألف في المقام الأول من النيتروجين) «الهواء الضار» أو «الهواء المدون». أبلغ راذرفورد عن التجربة في عام 1772. كان هو وبلاك مقتنعين بصحة نظرية المدونين، لذلك شرحوا نتائجهم من حيث أنها.

## مرجع نباتي
معيار اختصار مؤلف Rutherf. يستخدم للإشارة إلى هذا الشخص هو مؤلف عندما نقلا عن اسم النباتية.